# Glee: The Music, The Christmas Album, Volume 3
Glee: The Music, The Christmas Album, Volume 3 je čtrnácté album amerického televizního seriálu Glee. Obsahuje šest písní ze čtvrté řady, z epizody „Láska sborová“ a čtyři bonusové písně. Album vyšlo ve Spojených státech dne 11. prosince 2012 přes vydavatelství Columbia Records.

## Seznam skladeb
| Pořadí | Název                                  | Původní interpret(i)   | Délka |
| ------ | -------------------------------------- | ---------------------- | ----- |
| 1.     | Jingle Bell Rock                       | Bobby Helms            | 2:32  |
| 2.     | White Christmas                        | Irving Berlin          | 3:36  |
| 3.     | Have Yourself a Merry Little Christmas | Judy Garland           | 3:35  |
| 4.     | Silent Night                           | Tradiční               | 4:07  |
| 5.     | Joy to the World                       | Tradiční               | 3:49  |
| 6.     | The First Noël                         | Tradiční               | 2:24  |
| 7.     | I'll Be Home for Christmas             | Bing Crosby            | 3:16  |
| 8.     | Feliz Navidad                          | José Feliciano         | 2:50  |
| 9.     | Oh Chanukah                            | Tradiční               | 2:08  |
| 10.    | Happy Xmas (War Is Over)               | John Lennon a Yoko Ono | 3:39  |